# Yasmany Lugo
Yasmany Lugo (n. 24 ianuarie 1990, Pinar del Río, Cuba) este un luptător ce a reprezentat Cuba, medaliat olimpic. A participat la o ediție a Jocurilor Olimpice (2016) în care a câștigat o medalie de argint.